# Matthieu Poirot-Delpech
Pour les articles homonymes, voir Poirot-Delpech.
Matthieu Poirot-Delpech, né le 14 novembre 1959 à Paris et mort dans la même ville le 25 novembre 2017, est un directeur de la photographie français.

## Biographie
Matthieu Poirot-Delpech a notamment travaillé avec les réalisateurs Philippe Harel, Olivier Ducastel et Jacques Martineau (Jeanne et le Garçon formidable), mais également les réalisateurs Laurent Cantet (Ressources humaines), Dominik Moll (Harry, un ami qui vous veut du bien) ou encore Mathieu Amalric (Mange ta soupe),.
Il est le fils de l'écrivain et journaliste Bertrand Poirot-Delpech et de Christine Kula et demi- frère de Julie Wolkenstein (née Julie Poirot-Delpech). Il est le petit fils de Madeleine Luka, peintre.
Il a été président de l'Association française des directeurs de la photographie cinématographique.